# Palazzina Borghese in Pratica di Mare
Palazzina Borghese in Pratica di Mare ist ein Gemälde des deutschen Landschaftsmalers Jakob Philipp Hackert aus dem Jahr 1780, das dem Klassizismus zuzuordnen ist. Eine der beiden vorhandenen Versionen war Bestandteil einer Serie von neun Bildern, die der Künstler für die römische Familie Borghese herstellte und heute noch in ihrem Besitz ist. Die andere Version des Gemäldes ist seit 1928 Bestandteil der Sammlung der Berliner Alten Nationalgalerie.

## Beschreibung
Das Gemälde hat ohne Rahmen die Maße 64 × 98 cm, ist in der Maltechnik Öl auf Leinwand ausgeführt und trägt links unten die Beschriftung
Das Berliner Bild ist eine von zwei Versionen, das sich nach dem Tode Hackerts in seinem Besitz fand. Die andere größere Version befindet sich im Besitz der Borgheses. 1928 gelangte es durch Kauf von der Berliner Galerie Ferdinand Möller zur Nationalgalerie. Dort trägt es die Inventarnummer A II 608.
Das Bild zeigt in leichter Untersicht das rechts auf einer Erhöhung stehende, heute nicht mehr existierende Ferienhaus (Pallazzino oder Casino) der römischen Familie Borghese in Pratica di Mare. Ein niedriger Horizont mit einer leicht dramatischen Wolkenformation, an die holländische Manier des 17. Jahrhunderts erinnernd, und mehrere Segelschiffe auf dem Tyrrhenischen Meer bilden den Bildhintergrund. Der Vordergrund und der sich in der Bildmitte nach hinten ziehende Strand werden von zahlreichen Staffagefiguren dominiert. Außerdem sind drei edle Hunde, Utensilien der Fischer und am rechten Bildrand ein Maultier zu erkennen. Im und am Wasser gehen die Fischer ihrer Tätigkeit nach, während die gut gekleideten Herrschaften sich müßig verhalten. Diesen Gegensatz beschreibt der Kunsthistoriker Claude Keisch als „Idyll aus Arbeit und Muße, das die Zeiten überbrückt.“ Wobei die Fischer das Zeitlose, während die vornehme Gesellschaft die Gegenwart verkörpern sollen. Die Kleidung der Herrschaften bildet eine vornehme Kostümierung der Frauen mit einer Art Reifrock, ähnlich dem Verdugado, Sonnenschirm und geschnürten Taillen. Die Männer tragen Dreispitz, teilweise Stiefel und Kniebundhosen. Die Fischer sind barfuß und tragen die für sie charakteristischen roten Mützen. In der Personengruppe links im Bild glaubte die Forschung in dem von der blau gekleideten Dame begleitetem Paar den Prinzen Marcantonio IV. Borghese (1730–1800), den Auftraggeber der Bilderserie, und seine Frau Anna Maria Salviati zu erkennen. Hauptmotiv ist jedoch das Haus, dessen Südwestfassade von der nachmittäglichen Sonne in warmem Licht beleuchtet wird. Die grünen Fensterläden sind geöffnet, Luft durchströmt die Räume. Das Bild ist nach Ansicht von Claude Keisch für Hackert ungewöhnlich. Die dargestellten Figuren dienen hier nicht nur der reinen Staffage, sondern sind eigenständig. Es wird ein schlichtes, schmuckloses Haus gezeigt dessen Zauber „auf der Durchsichtigkeit des Lufttons, der alle Farben rein und jeden Gegenstand selbständig erhält“ beruht.

## Hintergrund
Jacob Philipp Hackert lebte seit 1768 in Rom und hatte bald Erfolg. So schuf er für die russische Zarin Katharina II. eine Serie von Seestücken zum russischen Sieg über die Türken in der Seeschlacht von Çeşme und übernahm Aufträge von Papst Pius VI. Auch der römische Adel wurde auf Hackert aufmerksam. Prinz Marcantonio Borghese bestellte bei ihm eine Serie von neun Bildern zur Dekoration des Salone di Lanfranco in dessen Villa auf dem Monte Pincio in Rom. Johann Wolfgang von Goethe, der eine Biografie zu Hackert verfasste, schildert die näheren Umstände genau. Goethe schreibt:

„Diese Galerie oder Saal enthält fünf große Landschaften, ferner vier kleine Seestücke, die über den Türen angebracht sind.“

Und es gab Einschränkungen, Goethe:

„Bei dieser Arbeit war jedoch der Künstler sehr eingeschränkt: Denn er hatte, nach des Prinzen Wunsch, gewisse Gegenstände vorzustellen, die seinem mahlerischen Geschmack ganz zuwider waren.“

Aber der Prinz war zufrieden, ebenso wie die zahlreichen Besucher aus dem Ausland, die die Villa anlässlich ihrer Ausstellungen und Feste besuchten. Im 19. Jahrhundert wurden Hackerts Bilder verstreut und gelangten in verschiedene Privatsammlungen, sein früherer Ruhm war verblasst und die Bilder wurden verkauft. Aber eines der Seestücke mit dem Ferienhaus am Strand blieb im Besitz der Borgheses. Nach Hackerts Tod befand sich eine kleinere Version des Gemäldes, vermutlich eine Vorstudie, oder ein gleiches Bild für ein anderes Mitglied der Familie, in seinem Nachlass.

## Ausstellungen (Auswahl)
- 14. Dezember 1962 bis 27. Oktober 1965 im Bundeshaus Berlin (als Dauerleihgabe)
- 8. Mai  bis 26. September 1999: „Classizismus und Romantizismus“. Kunst der Goethezeit im Gut Altenkamp, Papenburg.
- Art in Rome in the Eighteenth Century im Philadelphia Museum of Art, 16. März bis 28. Mai 2000 und im Museum of Fine Arts, Houston vom 25. Juni bis 17. September 2000.[4]
- 1. Mai 2004 bis 1. August 2004: A Century of German Genius: Masterpieces from Classicism to Early Modernism. Collections of the Berlin State Museums, Taipeh, National Palace Museum,